# Peraglyphis aderces
Peraglyphis aderces är en fjärilsart som beskrevs av Ralph S. Common 1963. Peraglyphis aderces ingår i släktet Peraglyphis och familjen vecklare. Inga underarter finns listade i Catalogue of Life.